# 平谷祐宏
平谷祐宏（日语：／ Hiratani Yuukou */?，1953年3月29日—），日本政治家，现任广岛县尾道市市长。

## 經歷
出生於廣島縣尾丸町的島島町的岩崎島。畢業於尾道市立三幸小學、向島町立向島中學、廣島縣立尾道北高校。1977年（昭和52年）、山口大学教育學系畢業。1984年（昭和59年），擔任尾道市立吉和中學老師。2003年（平成15年），擔任尾道市教育委員會教育主任。
2007年（平成17）年，以無黨身份初次當選尾道市市長，2011年與在2015年，分別連任第二與第三次市長。